# عادل عبدالله (بازیکن فوتبال، زاده ۱۹۸۴)
عادل عبدالله (عربی: عادل أحمد عبدالله؛ زادهٔ ۱۲ ژانویهٔ ۱۹۸۴) بازیکن فوتبال اهل سوریه است.
از باشگاه‌هایی که در آن بازی کرده‌است می‌توان به الجیش سوریه، باشگاه فوتبال الاتحاد سوریه، باشگاه فوتبال الکرامه سوریه و باشگاه ورزشی الوحده سوریه اشاره کرد.
وی همچنین در تیم ملی فوتبال سوریه بازی کرده است.